# Philibertia peruviana
Philibertia peruviana là một loài thực vật có hoa trong họ La bố ma. Loài này được (Schltr.) Goyder mô tả khoa học đầu tiên năm 2004.